# Bénesse-lès-Dax
 Bénesse-lès-Dax  (en occitano Benessa d'Acs) es una población y comuna francesa, situada en la región de Aquitania, departamento de Landas, en el distrito de Dax y cantón de Dax-Sud.

## Demografía
| 398 | 346 | 335 | 404 | 399 | 454 | 574 |
| Para los censos de 1962 a 1999 la población legal corresponde a la población sin duplicidades (Fuente: INSEE [Consultar]) |     |     |     |     |     |     |